# Ana Đerek
Ana Đerek (23. listopada 1998.) hrvatska je gimnastičarka. Članica je GK Marjan iz Splita.

## Uspjesi
Sudionica europskog prvenstva koje se održalo od 12. do 18. svibnja 2014. godine u Sofiji.
Natjecala se na Europskim igrama 2015. godine u Bakuu. Ondje je izborila završnicu prijeskoka, nakon što je bila šesta u izlučnom dijelu.
Sudionica svjetskog prvenstva koje se održalo od 21. listopada do 18. studenoga 2015. godine u Glasgowu.
Seniorska prvakinja Hrvatske u višeboju na 24. prvenstvu Hrvatske održanom listopada 2015. u Nedelišću. Na istom je prvenstvu pobijedila i na preskoku, gredi i parteru.
Sudjelovala na Svjetskom prvenstvu listopada 2015. u Glasgowu.
Na izlučnom turniru u Riju travnja 2016. izborila je sudjelovanje na gimnastičkom turniru Olimpijskih igara u Rio de Janeiru.
Godine 2018. Ana je osvojila prvo zlato u svjetskom kupu na parteru u Bakuu na AGF trophy.